# Мвого, Ивон
Иво́н Ландри́ Мвого́ Нганома́ (фр. Yvon Landry Mvogo Nganoma; родился 6 июня 1994 года в Яунде, Камерун) — швейцарский футболист, вратарь клуба «Лорьян» и сборной Швейцарии.
Свою профессиональную карьеру начал за «Янг Бойз» из Берна, в составе которого провёл более 150 матчей во всех турнирах и неоднократно становился призёром чемпионата Швейцарии. Летом 2017 года перешёл в немецкий «РБ Лейпциг» за 5 млн евро. В сезоне 2017/18 сыграл за новый клуб один матч во всех турнирах.
Ранее выступал за юношеские сборные Швейцарии разных возрастов, а также был капитаном молодёжной сборной страны. Несколько раз вызывался в основную сборную Швейцарии, в том числе попадал в расширенный состав игроков на чемпионат Европы 2016, а затем и в окончательную заявку на чемпионат мира 2018 и чемпионаты Европы 2020 и 2024 годов, провёл в составе команды 9 матчей.

## Клубная карьера

### Ранние годы
Ивон Мвого родился 6 июня 1994 года в столице Камеруна Яунде, где провёл первые шесть лет своей жизни. По собственному признанию, Мвого почти не помнит своего раннего детства, проведённого на родине: «Мы жили в отдельном доме, и я играл в футбол с соседскими ребятами. У нас были мячи, но мы предпочитали играть пластиковыми бутылками». Отец бросил семью будущего футболиста вскоре после рождения Ивона. Несколько лет спустя мать Ивона познакомилась с швейцарцем, к которому переехала в 2000 году в общину Марли в кантоне Фрибур вместе с Ивоном и его сестрой Стефани. Спортивная карьера Ивона Мвого началась на баскетбольной площадке, прежде чем он присоединился к местной футбольной команде «Марли» в возрасте девяти лет. В то время Ивон не ставил себе цели стать профессиональным футболистом и первоначально, будучи рослым мальчиком и хорошо играя головой, хотел стать нападающим и забивать голы, но товарищи по команде убедили его встать на позицию вратаря. В 2006 году Ивон перешёл в юношескую команду «Фрибура».

### «Янг Бойз»
Через четыре года Мвого присоединился к молодёжной команде одного из лидеров швейцарского футбола — клуба «Янг Бойз» из Берна. 20 ноября 2010 года Ивон в возрасте 16 лет сыграл свой первый матч за юношескую (до 21 года) команду «Янг Бойз» в рамках Первой лиги — на тот момент третьей по значимости футбольной лиги Швейцарии. Игра против «Ланси» завершилась поражением «Янг Бойз» со счётом 0:1, Мвого вышел в стартовом составе и провёл на поле весь матч. В следующем сезоне Ивон стал основным вратарём молодёжной команды «Янг Бойз» и принял участие в 26 матчах из 30 в рамках Первой лиги Швейцарии сезона 2011/12, а также по одному разу попал в заявку основной команды на игру чемпионата страны и матч Лиги Европы. В июне 2012 года Мвого продлил контракт с «Янг Бойз» до июня 2015 года, став одним из трёх вратарей основной команды вместе с Марко Вёльфли и Иваном Бенито. Постепенно он закрепился в заявке «Янг Бойз» на матчи, однако на поле так и не выходил.
Первый матч за основную команду «Янг Бойз» Мвого провёл 17 августа 2013 года, выйдя в стартовом составе и полностью отыграв гостевую встречу Кубка Швейцарии против «Верье». Игра завершилась крупной победой «Янг Бойз» со счётом 8:0. Первую часть начавшегося чемпионата страны Мвого провёл на скамейке запасных, пока 8 декабря по ходу матча с «Туном» не получил травму основной вратарь команды Марко Вёльфли. На 39-й минуте его заменил 19-летний Мвого. К тому моменту «Янг Бойз» проигрывал со счётом 0:1, но в оставшееся время молодой вратарь не пропустил голов и отразил один сильный удар. Вёльфли выбыл из состава из-за травмы до конца сезона, а Мвого в итоге воспользовался выпавшим шансом и стал основным вратарём команды. В середине декабря «Янг Бойз» продлил контракт с футболистом до 2018 года. Всего в сезоне 2013/14 Мвого отыграл 20 матчей чемпионата, отстояв всухую шесть из них, а «Янг Бойз» занял третье место, уступив ставшему пятый раз подряд чемпионом «Базелю» и серебряному призёру «Грассхопперу».
Несмотря на то, что летом Марко Вёльфли вернулся в строй, Мвого сохранил за собой место в стартовом составе команды. В сезоне 2014/15 он сыграл в 35 из 36 матчей чемпионата Швейцарии, а также 11 матчей в Лиге Европы. «Янг Бойз» пробился в групповой этап Лиги Европы, где успешно сыграл с итальянским «Наполи», чешской «Спартой» и словацким «Слованом», выйдя со второго места в 1/16 финала. Мвого отыграл все матчи группового этапа, не пропустив голов в трёх играх из шести, а также вышел на поле в первом матче плей-офф против «Эвертона», завершившегося крупной победой английской команды со счётом 1:4. В ответном матче вратарь остался на скамейке запасных, а «Янг Бойз» проиграл со счётом 1:3. В чемпионате Швейцарии вновь победил «Базель», а команда Мвого заняла второе место, отстав от победителя на 12 очков.
В начале сезона 2015/16 с поста главного тренера «Янг Бойз» ушёл Ули Форте, при котором Ивон Мвого стал основным вратарём клуба. На его место пришёл Адольф Хюттер, до этого возглавлявший «Зальцбург». Это событие не повлияло на статус Мвого в команде, и он сохранил за собой первый номер. Футболист отыграл 34 матча чемпионата, два матча Кубка Швейцарии, а также впервые принял участие в двух матчах квалификации Лиги чемпионов против французского «Монако», закончившихся двумя поражениями «Янг Бойз».
В сезоне 2016/17 Мвого принял участие в 35 матчах национального чемпионата (в том числе сыграв в этом сезоне свой сотый матч в чемпионате Швейцарии), а также в двух кубковых и десяти еврокубковых встречах. Благодаря выступлениям за «Янг Бойз» в квалификации Лиги чемпионов, Лиге Европы, а также играм за молодёжную сборную Швейцарии, Мвого привлёк к себе внимание иностранных клубов. В начале 2017 года появилась информация о интересе к футболисту со стороны клубов немецкой Бундеслиги. Швейцарским вратарём заинтересовались «Фрайбург» и «РБ Лейпциг», зарекомендовавший себя, как хорошее место для развития молодых футболистов. Для лейпцигского клуба Мвого стал альтернативным вариантом в случае срыва трансфера Бернда Лено. В итоге «Лейпциг» отказался выплачивать требуемую сумму отступных за Лено и в начале апреля 2017 года договорился о летнем переходе Ивона Мвого. Сам швейцарский вратарь сделал выбор в пользу этой команды из-за её предстоящего участия в розыгрыше Лиги чемпионов. Мвого объяснял, что свой трансфер в немецкий клуб хотел бы использовать в качестве трамплина для попадания в сборную Швейцарии на чемпионат мира по футболу 2018: «Но я должен закрепиться в основе „Лейпцига“, прежде чем получу место в сборной». По словам спортивного директора «Лейпцига» Ральфа Рангника, немецкий клуб следил за игрой и прогрессом Мвого в течение двух лет.
2 июня на домашнем стадионе «Янг Бойз» «Стад де Сюис» Мвого сыграл свой последний матч за команду из Берна. Болельщики провожали игрока овациями с трибун, его поздравили спортивный директор команды Кристоф Шпихер и один из лучших игроков в истории Швейцарии, главный скаут «Янг Бойз» Стефан Шапюиза. Официально трансфер состоялся 1 июля 2017 года, «Лейпциг» заплатил за вратаря 5 млн евро. Мвого подписал с серебряным призёром чемпионата Германии четырёхлетний контракт, став первым чернокожим вратарём в Бундеслиге.

### «Лейпциг»
Основным конкурентом в борьбе за место в основном составе «Лейпцига» для Мвого являлся игрок сборной Венгрии Петер Гулачи, который отыграл в качестве первого номера клуба предыдущий сезон. Помимо этого в команде присутствовал другой швейцарский вратарь — ветеран Фабио Кольторти, контракт с которым был продлён на год, а летом 2017 года в «Лейпциг» также перешёл из «Штутгарта» молодой немецкий вратарь Филипп Кён. Кён был подписан клубом на перспективу, а опытный Кольторти должен был стать запасным на экстренный случай. Главный тренер «Лейпцига» Ральф Хазенхюттль отметил, что, несмотря на имевшийся у венгра опыт игры в Бундеслиге, ждёт конкурентной борьбы за место основного вратаря между Гулачи и Мвого. Шансы Мвого вытеснить Гулачи из стартового состава команды до начала сезона оценивались как весьма вероятные, сам швейцарец заявил о том, что готов сражаться за место в основе.
Первый матч нового сезона в рамках Кубка Германии против «Дорфмеркингена» Мвого пропустил из-за проблем со спиной, а следующий месяц оставался в запасе. Впервые швейцарец вышел на поле в составе новой команды 19 сентября 2017 года в гостевом матче 5-го тура чемпионата Германии против «Аугсбурга», который закончился поражением «Лейпцига» со счётом 0:1. Мвого пропустил гол уже на 4-й минуте, когда после контратаки «Аугсбурга» точным ударом отметился Михаэль Грегорич, однако в целом, невзирая на некоторую неуверенность, связанную с неудачным началом матча, показал хороший уровень игры, отразив опасный удар во втором тайме и сделав по ходу матча 22 точных паса из 27. Несмотря на это, матч с «Аугсбургом» до конца сезона остался единственным во всех турнирах, где Мвого появился на поле. Все оставшиеся игры он провёл на скамейке запасных, на место основного вратаря «Лейпцига» бессменно выходил Петер Гулачи, демонстрирующий очень высокий уровень игры. Зимой 2018 года появилась информация о возможном полугодовом возвращении Мвого в «Янг Бойз» на правах аренды, так как основной вратарь швейцарского клуба получил серьёзную травму плеча, однако руководство «Лейпцига» сообщило о том, что намерено сохранить Мвого в качестве дублёра Петера Гулачи, с возможной отдалённой перспективой замены более возрастного венгра на швейцарца. Весной появились сообщения СМИ, согласно которой Гулачи оказался объектом внимания мадридского «Атлетико» и «Челси», благодаря чему у Мвого появится шанс, по крайней мере временно, занять летом место основного вратаря «Лейпцига» в случае ухода венгра. Тем не менее по окончании клубного сезона стало известно, что Мвого может перейти, в том числе на правах аренды, в другой клуб, чтобы получать игровую практику.

### ПСВ
В августе 2020 года перешёл на правах аренды в нидерландский ПСВ.

### «Лорьян»
13 июля 2022 года перешёл во французский «Лорьян», подписав с клубом двухлетний контракт.

## Карьера в сборной
Впервые Мвого был приглашён в юношескую сборную Швейцарии в возрастной группе до 15 лет в 2009 году. С тех пор он, будучи уже игроком молодёжного состава «Янг Бойз», вызывался в швейцарские команды всех возрастов, но ни разу не пробивался с ними в основные стадии юношеских турниров. В 2013 году Мвого дебютировал за молодёжную сборную Швейцарии в матчах квалификации к чемпионату Европы 2015 среди игроков не старше 21 года. Впоследствии футболист, закрепившись в главной команде «Янг Бойз», стал также основным вратарём и капитаном молодёжной сборной страны. В общей сложности Мвого провёл за юношеские и молодёжные команды Швейцарии 37 матчей.
Весной 2014 года выступления игрока за «Янг Бойз» привлекли внимание руководства Камерунской федерации футбола, которая предложила Мвого место в составе сборной Камеруна на чемпионате мира 2014. Вратарь отклонил предложение выступать за команду своей родины, несмотря на менее серьёзную конкуренцию за место основного вратаря африканской сборной, отметив, что «чувствует себя стопроцентным швейцарцем и никогда не выбирает путь наименьшего сопротивления». В ноябре 2014 года главный тренер сборной Швейцарии Владимир Петкович впервые вызвал Мвого в расположение команды на товарищеский матч против Польши, который молодой вратарь провёл на скамейке запасных. В следующий раз Мвого оказался в сборной в июне 2015 года, проведя в запасе товарищеский матч с Лихтенштейном и матч отборочного турнира к чемпионату Европы 2016 против Литвы. После этого он надолго исчез из заявочных списков сборной Швейцарии, однако попал в расширенный состав команды на чемпионат Европы. В окончательный состав швейцарцев Мвого не вошёл; за последующие два года он несколько раз оказывался в заявке сборной, так и не сыграв ни одного матча за Швейцарию.
В июне 2018 года Мвого был включён в состав сборной Швейцарии на чемпионат мира в России, но на поле снова не вышел. Дебют за основную сборную Швейцарии состоялся 15 октября 2018 года в матче Лиги Наций со сборной Исландии.

## Характеристики и прозвища
Спортивный директор «Лейпцига» Ральф Рангник после перехода швейцарца в немецкий клуб отметил, что «Ивон — вратарь с хорошей реакцией и позиционированием, обладающий отличной атлетической подготовкой. Несмотря на то, что ему только 22 года, он обладает большим опытом выступлений в чемпионате Швейцарии, Лиге Европы и за юношеские сборные Швейцарии».
Благодаря своей ловкости и цвету кожи Мвого получил от своего бывшего товарища по «Янг Бойз» Михаэля Фрая прозвище «чёрный кот» или «чёрная пантера». Другой игрок, ранее выступавший за клуб из Берна, аргентинец Гонсало Сарате, прозвал Мвого «сумасшедшим котом», такое же прозвище — «gatos locos» (бешеные коты) — написано на перчатках вратаря по-испански. По собственному признанию Мвого, несмотря на своё спокойствие и воспитанность, на поле он «действительно немного бешеный».

## Вне футбола
Семья и футбол — две самые важные вещи в жизни Мвого. Мать футболиста — набожная христианка и передала свою веру сыну. Он молится перед каждой игрой и носит на правом запястье браслет с небольшим крестом, который не снимает во время игр, прикрывая его вратарскими перчатками.
Футбольной мечтой Мвого является выступление в чемпионате Испании, особенно в играх против «Реала» или «Барселоны». Ивон знает французский, немецкий, английский, португальский языки и немного говорит по-испански.

## Достижения
Командные
«Янг Бойз»
- Серебряный призёр чемпионата Швейцарии (3): 2014/15, 2015/16, 2016/17
- Бронзовый призёр чемпионата Швейцарии: 2013/14

«РБ Лейпциг»
- Бронзовый призёр чемпионата Германии (2): 2018/19, 2019/20

ПСВ
- Серебряный призёр чемпионата Нидерландов: 2020/21
- Обладатель Кубка Нидерландов: 2021/22
- Обладатель Суперкубка Нидерландов: 2021

## Статистика выступлений

### Клубная статистика
| Клуб             | Сезон            | Лига | Лига | Лига          | Кубки | Кубки | Кубки         | Еврокубки | Еврокубки | Еврокубки     | Итого | Итого | Итого         |
| Клуб             | Сезон            | Игры | Голы | Матчи на ноль | Игры  | Голы  | Матчи на ноль | Игры      | Голы      | Матчи на ноль | Игры  | Голы  | Матчи на ноль |
| ---------------- | ---------------- | ---- | ---- | ------------- | ----- | ----- | ------------- | --------- | --------- | ------------- | ----- | ----- | ------------- |
| Янг Бойз (до 21) | 2010/11          | 1    | −1   | 0             |       |       |               |           |           |               | 1     | −1    | 0             |
| Янг Бойз (до 21) | 2011/12          | 26   | −36  | 6             |       |       |               |           |           |               | 26    | −36   | 6             |
| Янг Бойз (до 21) | 2012/13          | 16   | −26  | 3             |       |       |               |           |           |               | 16    | −26   | 3             |
| Янг Бойз (до 21) | 2013/14          | 7    | −8   | 2             |       |       |               |           |           |               | 26    | −36   | 6             |
| Янг Бойз (до 21) | Итого            | 50   | −71  | 11            |       |       |               |           |           |               | 50    | −71   | 11            |
| Янг Бойз         | 2013/14          | 20   | −32  | 6             | 1     | 0     | 1             | 0         | 0         | 0             | 21    | −32   | 7             |
| Янг Бойз         | 2014/15          | 35   | −44  | 11            | 0     | 0     | 0             | 11        | −12       | 6             | 46    | −56   | 17            |
| Янг Бойз         | 2015/16          | 34   | −46  | 5             | 2     | −3    | 1             | 4         | −11       | 0             | 40    | −60   | 6             |
| Янг Бойз         | 2016/17          | 35   | −44  | 11            | 2     | −2    | 1             | 10        | −15       | 3             | 47    | −61   | 15            |
| Янг Бойз         | Итого            | 124  | −166 | 33            | 5     | −5    | 3             | 25        | −38       | 9             | 154   | −209  | 45            |
| РБ Лейпциг       | 2017/18          | 1    | −1   | 0             | 0     | 0     | 0             | 0         | 0         | 0             | 1     | −1    | 0             |
| РБ Лейпциг       | 2018/19          | 2    | −2   | 1             | 0     | 0     | 0             | 10        | −14       | 2             | 12    | −16   | 3             |
| РБ Лейпциг       | 2019/20          | 2    | −3   | 0             | 3     | −6    | 0             | 1         | 0         | 1             | 6     | −9    | 1             |
| РБ Лейпциг       | Итого            | 5    | −6   | 1             | 3     | −6    | 0             | 11        | −14       | 3             | 19    | −26   | 4             |
| ПСВ (аренда)     | 2020/21          | 33   | −35  | 11            | 0     | 0     | 0             | 10        | −15       | 3             | 43    | -50   | 14            |
| ПСВ (аренда)     | 2021/22          | 8    | −10  | 2             | 1     | −1    | 0             | 2         | −2        | 1             | 11    | -13   | 3             |
| ПСВ (аренда)     | Итого            | 41   | -45  | 13            | 1     | -1    | 0             | 12        | -17       | 4             | 44    | -63   | 17            |
| Лорьян           | 2022/23          | 14   | −19  | 3             | 0     | 0     | 0             | 0         | 0         | 0             | 14    | -19   | 3             |
| Лорьян           | Итого            | 14   | -19  | 3             | 0     | 0     | 0             | 0         | 0         | 0             | 14    | -19   | 3             |
| Всего за карьеру | Всего за карьеру | 234  | -307 | 61            | 9     | −12   | 3             | 48        | −69       | 16            | 281   | −388  | 80            |

### Статистика за сборную
| Сборная           | Сезон            | Товарищеские | Товарищеские | Товарищеские  | Турниры | Турниры | Турниры       | Всего | Всего | Всего         |
| Сборная           | Сезон            | Игры         | Голы         | Матчи на ноль | Игры    | Голы    | Матчи на ноль | Игры  | Голы  | Матчи на ноль |
| ----------------- | ---------------- | ------------ | ------------ | ------------- | ------- | ------- | ------------- | ----- | ----- | ------------- |
| Швейцария (до 15) | 2009             | 1            | 0            | 1             |         |         |               | 1     | 0     | 1             |
| Швейцария (до 15) | Итого            | 1            | 0            | 1             |         |         |               | 1     | 0     | 1             |
| Швейцария (до 16) | 2009             | 2            | −1           | 1             |         |         |               | 2     | −1    | 1             |
| Швейцария (до 16) | 2010             | 2            | 0?           | 1?            |         |         |               | 2     | 0?    | 1?            |
| Швейцария (до 16) | Итого            | 4            | −1?          | 2?            |         |         |               | 4     | −1?   | 2?            |
| Швейцария (до 17) | 2011             | 4            | −4           | 1             |         |         |               | 4     | −4    | 1             |
| Швейцария (до 17) | Итого            | 4            | −4           | 1             |         |         |               | 4     | −4    | 1             |
| Швейцария (до 18) | 2011             | 2            | −1           | 1             |         |         |               | 2     | −1    | 1             |
| Швейцария (до 18) | 2012             | 3            | −1           | 2             |         |         |               | 3     | −1    | 2             |
| Швейцария (до 18) | Итого            | 5            | −2           | 3             |         |         |               | 5     | −2    | 3             |
| Швейцария (до 19) | 2012             | 5            | −7           | 1             |         |         |               | 5     | −7    | 1             |
| Швейцария (до 19) | 2013             | 4            | −4           | 2             |         |         |               | 4     | −4    | 2             |
| Швейцария (до 19) | Итого            | 9            | −11          | 3             |         |         |               | 9     | −11   | 3             |
| Швейцария (до 21) | 2013             |              |              |               | 2       | −2      | 1             | 2     | −2    | 1             |
| Швейцария (до 21) | 2014             | 1            | 0            | 1             | 3       | −4      | 0             | 4     | −4    | 1             |
| Швейцария (до 21) | 2015             |              |              |               | 4       | −5      | 1             | 4     | −5    | 1             |
| Швейцария (до 21) | 2016             |              |              |               | 4       | −3      | 2             | 4     | −3    | 2             |
| Швейцария (до 21) | Итого            | 1            | 0            | 1             | 13      | −14     | 4             | 14    | −14   | 5             |
| Всего за карьеру  | Всего за карьеру | 24           | −18          | 11            | 13      | −14     | 4             | 37    | −32   | 15            |